# Смертельный Сталкер
Смертельный Сталкер (англ. Death-Stalker) — суперзлодей из вселенной Marvel Comics, враг Сорвиголовы. Впервые появился в Daredevil vol. 1 #39 (апрель 1968).

## Биография
Филип Уоллис Стерлинг родился в Бронксеге, Нью-Йорк. Он был богатым человеком до начала преступной карьеры. Когда он появился в виде Разрушителя, то принимал на работу Безобразное Трио. Он строил 'time displacer ray' ('t-ray') луч, который мог телепортировать его цель в другое измерение. Истребитель использовал Трио в ряду преступлений и боролся против Сорвиголовы. Когда Сорвиголова победил Истребителя и его агентов, он также разрушил t-ray, случайно отбомбардировав Разрушителя странной энергией, и по-видимому убив его.
Стерлинг обнаружил себя пойманным в ловушку между двумя измерениями, способным возвратиться на Землю по собственному желанию, но только в течение нескольких часов; кроме того, мутация заставила его кожу становиться белой. Он украл пару перчаток из Щ.И.Т., которая дала ему «смертельную власть», и начал называть себя Смертельным Сталкером. Он пробовал несколько раз убить Сорвиголову и построить новый луч, но был каждый раз побеждён Сорвиголовой. Он объединился с Гладиатором против Сорвиголовы, но проиграл.
Наконец, Смертельный сталкер подготовил устранение Сорвиголовы. Он попытался убить Сорвиголову, в то время как герой был госпитализирован. Он боролся против Мстителей. Он создал новое Безобразное Трио и сделал так, чтобы они похитили Мэтта Мёрдока, истинную сущность которого в качестве Сорвиголовы он узнал во время наблюдения из другого измерения. Во время сражения со Сорвиголовой злодей был убит.

## Силы и способности
После случайного облучения «T-радиацией» Серлинга, его физиология изменилась, таким образом, что теперь он мог существовать в параллельном измерении, связном с обычным миром. Находясь там, он мог наблюдать за событиями на Земле, не будучи наблюдаемым кем-то с Земли каким-либо образом. По желанию он мог переместиться в земное измерение в различной степени материальности — мог стать видимым, но неосязаемым, или видимым и материальным, только пожелав этого. Он мог мгновенно переместиться из одного места в другое.
Украденные им устройства «кибернетической смертельной власти», находились в его перчатках. Они испускали дозу радиации, активизируясь мысленной командой и убивая при контакте любое живое существо. Смертельный Сталкер должен был полностью материализоваться на Земле, чтобы эффективно использовать устройство. Эта энергия кроме радиации, имеет свойства электричества и холода.
Филип Уоллис Стерлинг был блестящим преступным авторитетом, в дополнение к тому, что он был изобретателем и ученым.